# Tatort: Um jeden Preis
Um jeden Preis ist ein Fernsehfilm aus der Krimireihe Tatort. Der vom Bayerischen Rundfunk produzierte Beitrag wurde am 18. Oktober 2009 im Ersten Programm der ARD erstgesendet. Es handelt sich um die Tatort-Folge 744. Für Ivo Batic (Miroslav Nemec) und Franz Leitmayr (Udo Wachtveitl) ist es ihr 53. gemeinsamer Fall.

## Handlung
Ein Mann legt sich eine Schlinge um den Hals, nimmt mit seinem Mobiltelefon ein Foto von sich auf und wählt eine Nummer. Er erhofft sich Hilfe. Eine Antwort erhält er nicht. Bevor er sein Mobiltelefon in den Fluss wirft, meint er noch: „Du findest mich unter der Brücke, Leo!“ Das Foto zeigt im Hintergrund das Schild „Tivolibrücke“. Der alte Mann am anderen Ende scheint überfordert, als er dann endlich reagiert und meint: „Springen Sie nicht, wer sind Sie,“ hat der Teilnehmer schon aufgelegt. 
Den Kriminalhauptkommissaren Ivo Batic und Franz Leitmayr, die zu dem Toten gerufen werden, wird im Rahmen des Austausches der Kollege Luca Panini an die Seite gestellt. Es wird festgestellt, dass es sich bei dem Toten um den 30-jährigen Journalisten Rainer Truss handelt. Der Gewerkschaftsführer Leo Greedinger erfährt von Dr. Erwin Rohpe, dem Vorsitzenden der Meyssen AG, vom Tod des Journalisten. Beide haben ganz offensichtlich etwas zu verbergen, unsaubere Geschäfte verbinden sie. Rohpe meint zu Greedinger, sie säßen im selben Boot und er solle dafür sorgen, dass es nicht untergehe. Leo Greedinger ruft daraufhin den Staatssekretär, einen Duzfreund, an. Zur selben Zeit macht Leos Vater Hans Greedinger sich in der Wohnung von Truss zu schaffen, er löscht alle Daten auf der Festplatte seines Computers und reißt auch Eintragungen aus seinem Terminkalender, die den Namen „Leo“ enthalten. Später finden die Kommissare bei einer Begehung von Truss’ Wohnung in dessen Drucker einen Abschiedsbrief, in dem das Wort „erbärmlich“ mit „h“ geschrieben steht. Batic und Leitmayr sind verwundert über diesen Fehler, schließlich ist der Mann Journalist. 
Leo Greedinger lässt inzwischen seine Verbindungen spielen und handelt quasi aus, dass die Ermittlungen im Fall Truss mit der Feststellung, dass es sich um einen Suizid ohne Fremdverschulden handele, abgeschlossen werden. Hans Greedinger hat inzwischen durch einen USB-Stick mit den Daten von Truss’ Computer herausgefunden, dass sein Sohn mehr als ihm lieb ist in den Fall verwickelt scheint. Von Dörte Truss, der Schwester des Toten, erfahren die Kommissare, dass ihr Bruder sie noch letzte Woche angerufen habe und gesagt habe, er sei glücklich und auch, dass er schwul gewesen sei. Wie die weiteren Ermittlungen ergeben, wurden die Taschen des Toten durchsucht, Wertsachen aber nicht mitgenommen. Kurz darauf werden Batic und Leitmayr zu ihrem Vorgesetzten gerufen, der ihnen mitteilt, dass der Fall abgeschlossen sei, da eindeutig Suizid vorliege. Batic meint, das klinge sehr nach Druck von oben. Der Vorgesetzte meint, wenn es allerdings neue Tatsachen gäbe und lässt offen, was dann sei. Der Kollege Panini hat inzwischen herausgefunden, dass Rainer Truss vor seinem Tod viele Male einen Leo Greedinger angerufen hat. Ivo Batic ist alarmiert, er kennt Leo von früher, sie waren mal sehr gut befreundet. Er sucht Greedinger deshalb ohne Wissen seines Kollegen Leitmayr in der Oper auf und führt mit ihm ein eher freundschaftliches Gespräch. Leo meint, er wisse nicht, warum ihn Truss um diese Zeit noch angerufen habe. Später überprüft er sein Mobiltelefon, wo er das Foto von Truss mit einem Strick um den Hals vorfindet. Von seinem Vater will er kurz darauf wissen, ob er an sein Mobiltelefon gegangen sei. Hans Greedinger macht seinem Sohn Vorwürfe und meint, er habe die Bodenhaftung verloren und habe keine Ahnung mehr, was die Menschen wirklich bewege. Dann gibt er Leo den Stick mit den Daten aus Truss’ Computer und meint, er habe seinen „Arsch“ gerettet. 
Max Janussen, der engste Berater von Leo Greedinger, präsentiert Leo einen Artikel der Reporterin Ute Kropp. Auf der Titelseite wird ein Bild des erhängten Truss abgebildet und viele Fragen werden aufgeworfen. Auch Dr. Rohpe meldet sich erneut beunruhigt bei Greedinger und will wissen, ob und was man finden werde. Leos Antwort lautet: „Nichts.“ Wegen Batics Eigenmächtigkeiten kommt es zu Verstimmungen zwischen ihm und Leitmayr. Der italienische Kollege Panini hat inzwischen herausgefunden, dass sich jemand an Truss’ Computer zu schaffen gemacht hat, nachdem er schon tot war. Bei der Spurensicherung wird ein Fingerabdruck sichergestellt, der, wie sich später herausstellt, mit dem Fingerabdruck auf Truss’ Portemonnaie und dem Brückengeländer identisch ist. Dann findet man das Mobiltelefon des Journalisten an der Tivolibrücke im Fluss. Dank Panini finden die Kommissare auch sein Auto, in dem eine Videokamera mit Aufzeichnungen liegt, die Batic jedoch an sich bringt, ohne Leitmayr einzuweihen. Allerdings hat er zuvor, wenn auch widerwillig, die ihm von Greedinger in der Oper überlassene Visitenkarte mit dessen Fingerabdrücken an Leitmayr weitergegeben. Auf der Kamera ist derselbe Film, den Leos Vater sich schon angeschaut hatte. Batic hält die Information erst einmal zurück, um allein mit Greedinger zu sprechen. Beide treffen sich kurz darauf und Greedinger bestätigt, dass Rainer Truss ihn angerufen habe, das Gespräch ihn aber nicht erreicht habe, da er sein Mobiltelefon im Haus des Vaters habe liegen lassen, weil es wieder einen Streit mit ihm gegeben habe. Er habe es dann nach circa zehn Minuten vermisst und abgeholt. Batic konfrontiert ihn mit den Aufnahmen der Videokamera. Dass er im Bett von Truss gelegen habe, erklärt er damit, dass man lange geredet und getrunken habe und er sich dann noch kurze Zeit schlafen gelegt habe. Leitmayr hat inzwischen mit Truss’ Verleger gesprochen, der meint, es sei denkbar, dass Truss etwas über Greedinger habe schreiben wollen, Visionäre hätten ihn begeistern können. Truss Name stehe aber auch für seriösen Journalismus und für Unbestechlichkeit. Rohpe ruft erneut bei Greedinger an und will sich vergewissern, ob Truss wirklich nie in Hanoi gewesen sei und ob es wirklich keine Aufzeichnungen und Unterlagen über Zahlungen an die dortige Regierung gäbe. Er versucht weiter massiv Druck auf Greedinger auszuüben. Max Janussen will, dass Greedinger seine Kandidatur für die VIG zurückzieht, solange er da noch heil herauskommen könne. Greedinger jedoch meint, er werde so dicht vorm Ziel keinesfalls aufgeben. Von Hans Greedinger erfährt Batic, dass er den Hilferuf von Truss angenommen hat. Als er zur Brücke gekommen sei, sei Truss aber bereits tot gewesen. Er habe dann alles vernichtet, was auf seinen Sohn hätte hindeuten können. Als in der Zeitung ein Artikel erscheint mit der Schlagzeile: „Ihm galt sein letzter Anruf!“ mit einem Foto von Greedinger daneben, stellt sich heraus, dass der skrupellose Janussen ein falsches Spiel spielt. Er hat diese Schlagzeile der Zeitung zugespielt. Greedinger, der Janussens Ansprache im Fernsehen verfolgt, wird bewusst, dass der ihn schon längst hat fallenlassen. Als es während der Sendung an der Tür läutet und er öffnet, steht Dörte Truss dort und richtet die Pistole auf ihn. Leo gibt zu, ihren Bruder verraten zu haben, aber das Schicksal vieler Menschen habe auf dem Spiel gestanden. Als Greedingers Frau und Sohn nach Hause kommen, finden sie den angeschossenen Greedinger vor dem Haus sitzend vor. Die Kommissare finden heraus, dass die Waffe, mit der auf Greedinger geschossen wurde, auf den verstorbenen Vater von Dörte Truss zugelassen war. Truss jedoch meint, sie hätte schießen wollen aber nicht können und die Waffe fallen gelassen und sei weggelaufen. 
Der Gewerkschafter Bergmann, Stellvertreter von Greedinger, tritt vor die Delegierten, um sich bei dieser günstigen Gelegenheit selbst an die Gewerkschaftsspitze zu setzen. Seine Rede wird unterbrochen, als Leo Greedinger mit seiner Familie den Saal betritt. Leo betritt das Podium und beginnt zu sprechen; nach Beendigung seiner Rede erheben die Anwesenden sich von ihren Sitzen und applaudieren. Inzwischen wurden die Daten auf Truss’ Computer wiederhergestellt. Er recherchierte über „systematische Korruption bei deutschen Konzernen“, darunter auch bei der Meyssen AG. Greedingers Aufgabe war es, entsprechende Recherchen des Journalisten zu unterbinden, wofür ihm im Gegenzug von der Firma Meyssen die Erhaltung von 5000 Arbeitsplätzen zugesagt wurde, was ihm wiederum reichlich Stimmen für seine Kandidatur bescherte. Wie die Ermittlungen in Truss’ Computer zutage bringen, wurde nicht Greedinger, wie er Batic weismachen wollte, von Truss erpresst, sondern er erpresste Truss, indem er ihm das nehmen wollte, was allein er hatte, seinen unantastbaren Namen in der Branche. Ein alter Film über einen Geländelauf, bei dem auch die damals Jugendlichen Batic und Greedinger teilnahmen, bringt Batic auch auf eine weitere Lösung. Auf dem Film sieht man, wie Greedinger ganz kurz vor dem Ziel einen Zusammenbruch vortäuscht. Der vor ihm laufende Batic hält inne, um dem Freund zu helfen, der jedoch stürmt davon und läuft als erster durchs Ziel. Genau so hat er es nun auch wieder gemacht. Um seine Chancen zu wahren, hat er sich den Schuss selbst beigebracht. Im Fernsehen läuft wenig später die Meldung: „Heute wurde bundesweit damit begonnen, die Meyssen AG und ihre Geschäftsräume zu durchsuchen.“

## Rezeption

### Kritiken
„Nicht zuletzt dem unübersichtlichen Personal ist es geschuldet, dass dieser durchaus zu mehr taugende Plot nie so richtig zupackt. Medienberater und Journalisten, Praktikanten und Überväter, Ex-Gewerkschafter, Medien-Mogule, Mütter, Schwestern, Söhne und ein verwaister Wellensittich - alle mühen sich ebenso redlich wie erfolglos, das Laufrad der Geschichte in Gang zu halten.“

„Ein Krimi über die Kraft, die das Gute will und das Gegenteil schafft - teils etwas dick aufgetragen, aber clever konstruiert. Fazit Gute Figuren und ein Hauch von Tragik.“

„Ein Krimi, der moralische Fragen anschneidet, ohne dabei Moral zu predigen – das ist doch mal was! Das funktioniert deshalb so gut, weil Autor Christian Jeltsch die Handlung von seinen Ermittlern löst. So kann er dem Zuschauer einen spannenden Schnellkurs in Sachen Machtspiele und Machterhalt, Öffentlichkeitsarbeit und Boulevard-Journalismus geben.“

### Einschaltquoten
Die Erstausstrahlung von Um jeden Preis am 18. Oktober 2009 wurde in Deutschland von 7,24 Millionen Zuschauern gesehen und erreichte einen Marktanteil von 20,00 % für Das Erste.